# Mihály Csábi
Mihály Csábi (sinh 25 tháng 3 năm 1995 ở Budapest) là một cầu thủ bóng đá Hungary thi đấu cho Budapest Honvéd FC. Anh là con trai của cựu cầu thủ József Csábi, người đã giành hầu hết sự nghiệp với Honvéd và ra sân nhiều lần cho đội tuyển quốc gia Hungary và sau đó làm việc với vị trí huấn luyện viên hỗ trợ cho cả Honvéd và đội tuyển quốc gia Hungary.

## Thống kê câu lạc bộ
| Câu lạc bộ          | Mùa giải | Giải vô địch | Giải vô địch | Cúp     | Cúp       | Cúp Liên đoàn | Cúp Liên đoàn | Châu Âu | Châu Âu   | Tổng    | Tổng      |
| Câu lạc bộ          | Mùa giải | Số trận      | Bàn thắng    | Số trận | Bàn thắng | Số trận       | Bàn thắng     | Số trận | Bàn thắng | Số trận | Bàn thắng |
| ------------------- | -------- | ------------ | ------------ | ------- | --------- | ------------- | ------------- | ------- | --------- | ------- | --------- |
| Honvéd              |          |              |              |         |           |               |               |         |           |         |           |
| 2013–14             | 4        | 0            | 2            | 1       | 4         | 0             | 0             | 0       | 10        | 1       |           |
| Tổng                | 4        | 0            | 2            | 1       | 4         | 0             | 0             | 0       | 10        | 1       |           |
| Tổng cộng sự nghiệp |          | 4            | 0            | 2       | 1         | 4             | 0             | 0       | 0         | 10      | 1         |

Cập nhật theo các trận đấu đã diễn ra tính đến ngày 1 tháng 6 năm 2014.